# Mexicobius amplidens
Mexicobius amplidens är en mångfotingart som beskrevs av Chamberlin 1943. Mexicobius amplidens ingår i släktet Mexicobius och familjen stenkrypare. Inga underarter finns listade i Catalogue of Life.